# 채도
채도(彩度)는 색상, 명도와 함께 색의 주요한 세가지 속성 중의 하나이다.
색이 보다 선명할수록 채도가 높다고 말하며 회색이나 흰색 또는 검정과 같은 무채색에 가까울수록 채도가 낮다고 말한다. 채도가 높은 색을 말할 때는 흔히 '짙다'고 표현하고, 반대로 채도가 낮은 색을 말할 때는 흔히 '흐리다'는 표현을 사용한다. 예를 들어 짙은 노랑, 흐린 노랑과 같이 표현할 수 있다.
HSV 색공간에서 채도(Saturation)는 색상(Hue), 명도(Value)와 함께 하나의 색을 지정하는 좌표를 이룬다.

## HSV 색공간과 채도
HSV 색공간에서 채도값 S는 같은 정도의 명도를 지닌 무채색으로부터 얼마나 짙은 색상을 표현하는지에 대한 좌표이다. 무채색은 채도 0 에 해당한다. 채도값 S는 0에서 100 까지의 값을 갖는다. 아래의 표는 고동색에 대한 채도값 변화에 따른 색상의 변화를 나타낸 것이다. 채도가 낮을수록 점차 회색에 가까운 색상으로 변하는 것을 알 수 있다.
| 웹 색상 | S 값 | HSV 좌표   |
| ------- | ---- | ---------- |
| #800000 | 100  | (0,100,50) |
| #801A1A | 80   | (0,80,50)  |
| #803333 | 60   | (0,60,50)  |
| #804D4D | 40   | (0,40,50)  |
| #806666 | 20   | (0,20,50)  |
| #808080 | 0    | (0,0,50)   |

## RGB 가산혼합과 채도표현
위의 표에 표기된 웹 색상의 십육진수값의 변화를 살펴보면 RED 채널의 값이 고정되어 있는 상태에서 GREEN 채널과 BLUE 채널의 값이 동일하게 변화하고 있음을 알 수 있다. 이와 같이 RGB 가산혼합에서 특정 채널의 값(위 표에서는 RED 채널)을 고정시킨 상태에서 다른 채널의 값을 동일하게 증가시키면 채도가 낮아진다. RGB 가산혼합과 웹색상의 관계는 웹 색상항목을 참조하기 바란다.
주의
RGB 가산혼합과 채도표현에서 말하는 특정 채널이란 가장 값이 큰 채널을 말한다. 따라서 다른 채널의 값을 동일하게 증가시키더라도 특정 채널의 값보다 초과하면 색상은 전혀 다른 계열로 바뀐다. 위에서 고동색의 경우 웹 색상의 십육진수에 의한 RED 채널의 최댓값인 80이 채도의 포화값이 된다. 다른 채널의 값이 80을 초과하면 GREEN 채널과 BLUE 채널의 동일 비율 혼합인 옥색계열의 색이 될 것이다.
| 채널 포화값 초과에 따른 색상의 변화 | 채널 포화값 초과에 따른 색상의 변화 |
| ----------------------------------- | ----------------------------------- |
| #804040                             | #80CCCC                             |

## 채도와 색상
아래의 표는 HSV 색공간에서 채도값 S의 변화에 따른 색상의 변화이다. 표 안의 순서쌍은 HSB 좌표를 나타낸 것이다. 비교를 위해 명도값 B를 80으로 고정시켰다.
| H 값 | S=100        | S=75        | S=50        | S=25        | S=0      |
| ---- | ------------ | ----------- | ----------- | ----------- | -------- |
| 0    | (0,100,80)   | (0,75,80)   | (0,50,80)   | (0,25,80)   | (0,0,80) |
| 60   | (60,100,80)  | (60,75,80)  | (60,50,80)  | (60,25,80)  | (0,0,80) |
| 120  | (120,100,80) | (120,75,80) | (120,50,80) | (120,25,80) | (0,0,80) |
| 180  | (180,100,80) | (180,75,80) | (180,50,80) | (180,25,80) | (0,0,80) |
| 240  | (240,100,80) | (240,75,80) | (240,50,80) | (240,25,80) | (0,0,80) |
| 300  | (300,100,80) | (300,75,80) | (300,50,80) | (300,25,80) | (0,0,80) |
| 360  | (360,100,80) | (360,75,80) | (360,50,80) | (360,25,80) | (0,0,80) |

- 채도값 S가 0일 때 무채색이 된다.

## 채도와 명도
아래의 표는 빨강 계열의 색에 대해 채도값 S가 50으로 같을 때, 명도값 B의 변화에 따른 색의 변화이다.
| 웹 색상 | S 값 | B 값 | HSB 좌표   |
| ------- | ---- | ---- | ---------- |
| #FF8080 | 50   | 100  | (0,50,100) |
| #CC6666 | 50   | 80   | (0,50,80)  |
| #994C4C | 50   | 60   | (0,50,60)  |
| #663333 | 50   | 40   | (0,50,40)  |
| #331A1A | 50   | 20   | (0,50,20)  |
| #000000 | 0    | 0    | (0,0,0)    |

명도 0은 검정을 의미한다.